# أناستاسيوس دونيس
أناستاسيوس دونيس (باليونانية: Τάσος Δώνης) (29 أغسطس 1996 بأثينا في اليونان - ) هو لاعب كرة قدم يوناني في مركز مهاجم ‏. شارك مع منتخب اليونان تحت 19 سنة لكرة القدم ومنتخب اليونان تحت 21 سنة لكرة القدم. أما مع النوادي، فقد لعب مع نادي ساسولو ونادي لوغانو ويوفنتوس.

## مسيرته الكروية
لعب أناستاسيوس دونيس خلال مسيرته الاحترافية مع 6 أندية في ثمانية مواسم وسجل خلالها 16 هدفًا ضمن 101 مباراة. حيث فاز في موسم واحد بالكأس وفي موسم واحد بالدوري.
خاض أناستاسيوس دونيس مسيرته مع نادي ساسولو في موسم 2014–15 لمدة موسم واحد، لم يشارك في أي مباراة ولم يسجل أي هدف. ثم انتقل إلى نادي لوغانو في موسم 2015–16 لمدة موسم واحد، حيث شارك في 25 مباراة سجل خلالها 4 أهداف. لينتقل بعدها إلى نادي نيس في موسم 2016–17 لمدة موسم واحد، مشاركًا في 18 مباراة سجل خلالها 5 أهداف. ثم انتقل إلى نادي شتوتغارت في موسم 2017–18 واستمر معه طيلة ثلاثة مواسم، مشاركًا في 43 مباراة سجل خلالها 7 أهداف. هذا وانتقل لاحقًا إلى نادي ستاد ريمس في موسم 2019–20 لمدة موسم واحد، مشاركًا في 15 مباراة ولم يسجل أي هدف.

## وصلات خارجية
- أناستاسيوس دونيس على موقع الاتحاد الأوربي (الإنجليزية)
- أناستاسيوس دونيس على موقع إي إس بي إن إف سي (الإنجليزية)
- أناستاسيوس دونيس على موقع قاعدة بيانات كرة القدم.إي يو (الإنجليزية)
- أناستاسيوس دونيس على موقع ليكيب (الفرنسية)
- أناستاسيوس دونيس على موقع ناشيونال فوتبول تيمز (الإنجليزية)
- أناستاسيوس دونيس على موقع Soccerway.com (الإنجليزية)
- أناستاسيوس دونيس على موقع عالم كرة القدم.نت (الإنجليزية)
- أناستاسيوس دونيس على موقع AS.com (الإسبانية)